# Megawati Sukarnoputri
Diah Permata Megawati Setiawati Sukarnoputri (Yogyakarta (Indonèsia), 23 de gener de 1947), coneguda simplement per Megawati, és una política indonèsia, filla de Sukarno, primer president del país. De fet, Sukarnoputri vol dir "filla de Sukarno", i, tal com és costum a Java, la família no té cognom.
Megawati va ser vicepresidenta amb el president Abdurrahman Wahid i el va substituir el 2001 com a primera dona presidenta d'Indonèsia i la quarta d'un país musulmà. També és el primer governant indonesi nascut després de la independència. Va presentar-se a la reelecció el 2004, però la va derrotar Susilo Bambang Yudhoyono, i un altre cop el 2009, amb el mateix resultat. Actualment és la cap de l'oposició amb el Partit Democràtic Indonesi - Lluita.